# Stonychophora furca
Stonychophora furca är en insektsart som beskrevs av Andrej Vasiljevitj Gorochov 2002. Stonychophora furca ingår i släktet Stonychophora och familjen grottvårtbitare. Inga underarter finns listade i Catalogue of Life.